# Klettstedt
Klettstedt è una frazione della città tedesca di Bad Langensalza, nel Land della Turingia.

## Storia
Il 1º gennaio 2019 il comune di Klettstedt venne aggregato alla città di Bad Langensalza.